# Museum voor Schone Kunsten (Duinkerke)

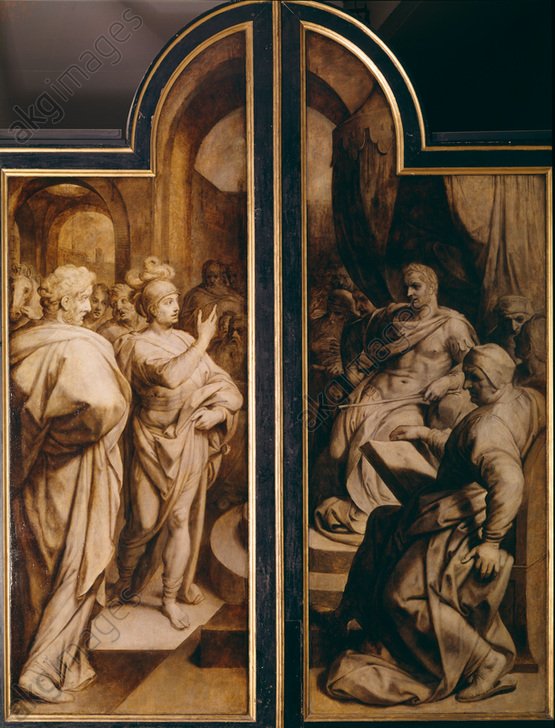
Sint-Joris belijdt zijn geloof aan rechter Dacianus, door Frans Pourbus (I) (1577)

Het Museum voor Schone Kunsten (Frans: Musée des beaux-arts de Dunkerque) is een voormalig museum in de Franse stad Duinkerke (Noorderdepartement).

## Geschiedenis
Het museum werd gesticht in 1835 en in 1841 officieel geopend. Het was oorspronkelijk te vinden aan de Rue Benjamin-Morel. In het museum werden de verzamelingen van een aantal notabelen opgenomen waaronder, in 1887, een collectie schilderijen uit de Nederlanden, die afkomstig waren van de Abdij van Sint-Winoksbergen.
Het museum werd in 1940 gebombardeerd, tijdens de Slag om Duinkerke. In 1973 werd het weer geopend in een nieuw gebouw, nu aan het Place du Général de Gaulle. Op 1 april 2015 werd het museum voorlopig gesloten, om de omvangrijke collectie te hergroeperen en te inventariseren, teneinde deze samen met het Havenmuseum van Duinkerke (Musée portuaire de Dunkerque) onder te brengen in de wijk Citadelle, en wel in het Entrepot des Tabacs en in het gebouw van het voormalige Ocean Link.

## Collectie
De collectie bestaat uit 24.000 objecten. Van belang is een verzameling Vlaamse, Hollandse, Franse en Italiaanse schilderijen van de 16e tot en met de 19e eeuw. Ook is er een tienduizendtal objecten die op de natuurlijke historie betrekking hebben. Verder is er een verzameling decoratieve voorwerpen, zijn er archeologische objecten waaronder een met bladgoud bedekte mummie, en zijn er voorwerpen uit de stads- en streekgeschiedenis. Ten slotte is er nog een drieduizendtal etnografische voorwerpen.
Deze konden lang niet allemaal worden tentoongesteld, zodat er regelmatig tijdelijke tentoonstellingen werden georganiseerd.